# Ширс, Бенджамин Генри
Бенджамин Генри Ширс (англ. Benjamin Henry Sheares; 12 августа 1907, Сингапур, Стрейтс-Сетлментс —  12 мая 1981, Сингапур) — сингапурский государственный деятель, врач, педагог, профессор, доктор медицины. Второй Президент Сингапура (1971—1981).
Первый канцлер Национального университета Сингапура.

## Биография
Родился в смешанной евро-азийской семье. Его отец Эдвин Х. Ширс, англичанин, выросший в Индии, работал техническим руководителем отдела общественных работ. Мать, рожденная в Сингапуре, Лилиан Гомес, китайско-сингапурско-испанского происхождения.
Образование получил в школе святого апостола Андрея, престижной Raffles Institution. В 1922 году он перешел на учебу в Институт им. Раффлза, единственную школу, оснащенную научными лабораториями, что сделало его идеальным местом для реализации его амбиций стать врачом. В 1929 году окончил колледж медицины имени короля Эдварда VII в Сингапуре (ныне Национальный университет Сингапура). Работал врачом-акушером и гинекологом.

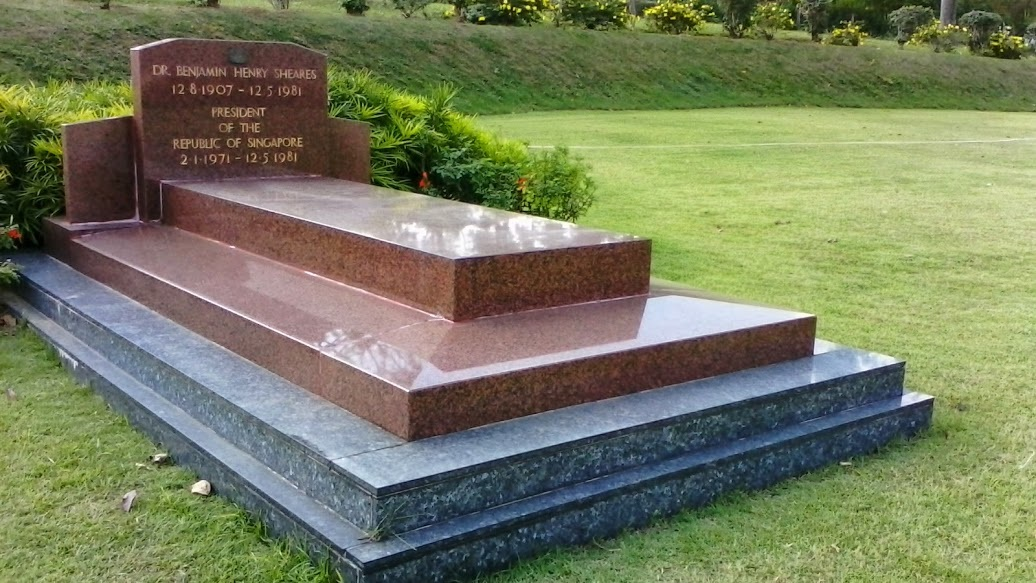
Могила президента Б. Г. Ширса

В 1940 году выиграл королевскую стипендию для двухгодичного последипломного обучения в Великобритании. Он был удостоен королевской стипендии, которая предоставила ему двухлетнюю подготовку в аспирантуру в Великобритании. Однако учёбе помешала начавшаяся Вторая мировая война.
Во время японской оккупации Сингапура в 1942—1945 годах возглавлял крупнейшую на острове женскую и детскую больницу. В этот период впервые ввел нижнее кесарево сечение, что привело к более низкой смертности и заболеваемости у беременных, чем верхнее кесарево сечение. После окончания войны стал первым сингапурским врачом, назначенным действующим профессором акушерства и гинекологии в Колледже медицины им. Короля Эдуарда VII.
В 1947 году для повышения квалификации поступил в Королевскую медицинскую школу постдипломного образования в Великобритании. Окончил аспирантуру в Лондоне, а в январе 1948 года был первым акушером из Сингапура, который получил квалификацию члена Королевского колледжа акушеров и гинекологов Англии. В марте 1948 года со степенью специалиста Королевского колледжа хирургов в Эдинбурге был отозван в Сингапур, где становится профессором акушерства и гинекологии. В июне 1948 года также был назначен почётным консультантом в Британском военном госпитале.
В 1950 году стал доктором медицины. Был руководителем Главной больницы Сингапура (Singapore General Hospital). С января 1950 по июнь 1960 года — профессор акушерства и гинекологии в Малайском университете в Сингапуре. Позже занимался частной медицинской практикой. Его значимым вкладом в медицину была технология вагинопластики, которая впоследствии десятилетиями использовалась для операций по смене пола. 
Известный акушер и гинеколог. Член Королевского колледжа акушеров и гинекологов (Великобритания). Член Американской коллегии хирургов. Читал лекции в США и Великобритании, автор многих статей для международных и местных журналов. Был личным акушером и гинекологом некоторых членов королевских семей Малайзии. Занимался проблемами планирования семьи в Сингапуре. В начале 1970 года был назначен в Комитет по медицинской специализации.
В 1971—1981 годах занимал пост президента Сингапура, избранным Законодательным собранием. Исполнял президентские полномочия три срока подряд до своей смерти 12 мая 1981 года. Скончался вследствие онкологического заболевания. 
Похоронен на государственном кладбище рядом с Военным мемориалом в Кранджи.

## Награды и звания
- Звезда Республики Индонезия Адипурна (Индонезия) (1974).
- Орденская цепь Ордена Сикатуны (Республика Филиппины) (1976).
- Почётный доктор Национального университета Сингапура (1970).
- Почётный член Королевского медицинского общества (1975).
- Почётный член Королевского колледжа акушеров и гинекологов (1976).

## Память
- В честь Бенджамина Генри Ширса назван мост и здание Sheares Hall в Национальном университете Сингапура.